# Silmäsjärvi (sjö i Finland)
Silmäsjärvi är en sjö i Finland. Den ligger i kommunen Kittilä i landskapet Lappland, i den norra delen av landet, 800 km norr om huvudstaden Helsingfors. Silmäsjärvi ligger 204,3 meter över havet. Arean är 35,8 hektar och strandlinjen är 2,89 kilometer lång. Sjön  ingår i Kemi älvs huvudavrinningsområde. 
I övrigt finns följande vid Silmäsjärvi:
- Silmäsvuoma (en sumpmark)